# Unterseeboot 657
L'Unterseeboot 657 ou U-657 est un sous-marin allemand (U-Boot) de type VIIC utilisé par la Kriegsmarine pendant la Seconde Guerre mondiale.
Le sous-marin fut commandé le 9 octobre 1939 à Hambourg (Howaldtswerke Hamburg AG), sa quille fut posée le 5 octobre 1940, il fut lancé le 12 août 1941 et mis en service le 8 octobre 1941, sous le commandement de l'Oberleutnant zur See Hans-Jürgen Radke.
Il fut coulé en mai 1943 dans l'Atlantique Nord par la Royal Navy.

## Conception
Unterseeboot type VII, l'U-657 avait un déplacement de 769 tonnes en surface et 871 tonnes en plongée. Il avait une longueur totale de 67,10 m, un maître-bau de 6,20 m, une hauteur de 9,60 m et un tirant d'eau de 4,74 m. Le sous-marin était propulsé par deux hélices de 1,23 m, deux moteurs diesel Germaniawerft M6V 40/46 de 6 cylindres en ligne de 1400 cv à 470 tr/min, produisant un total de 2 060 à 2 350 kW en surface et de deux moteurs électriques Siemens-Schuckert GU 343/38-8 de 375 cv à 295 tr/min, produisant un total 550 kW, en plongée. Le sous-marin avait une vitesse en surface de 17,7 nœuds (32,8 km/h) et une vitesse de 7,6 nœuds (14,1 km/h) en plongée. Immergé, il avait un rayon d'action de 80 milles marins (150 km) à 4 nœuds (7,4 km/h; 4,6 milles par heure) et pouvait atteindre une profondeur de 230 m. En surface son rayon d'action était de 8 500 milles nautiques (soit 15 700 km) à 10 nœuds (19 km/h). 
L'U-657 était équipé de cinq tubes lance-torpilles de 53,3 cm (quatre montés à l'avant et un à l'arrière) qui contenait quatorze torpilles. Il était équipé d'un canon de 8,8 cm SK C/35 (220 coups) et d'un canon antiaérien de 20 mm Flak. Il pouvait transporter 26 mines TMA ou 39 mines TMB. Son équipage comprenait 4 officiers et 40 à 56 sous-mariniers.

## Historique
Il reçut sa formation de base au sein de la 8. Unterseebootsflottille jusqu'au 28 février 1941, il intégra sa formation de combat dans la 3. Unterseebootsflottille et dans la 11. Unterseebootsflottille à partir du 1er juillet 1942.
Le 14 décembre 1941 durant ses phases d'essais, un incendie se déclara à bord, tuant 28 hommes d'équipage, dont le commandant Hans-Jürgen Radke.
Sa première patrouille fut précédée par un court trajet de Hambourg à Heligoland. Elle commence réellement le 26 mars 1942 au départ de Heligoland pour opérer dans les eaux arctiques.
De mars 1942 à avril 1943 il opéra principalement en Mer de Norvège et en Mer de Barents, malgré une participation actives aux recherches de convois, il ne rencontra aucun succès.
Le 27 avril 1942, L'U-boot fut endommagé lors d'un raid aérien sur Trondheim, en Norvège. Un homme d'équipage a été blessé.
L'U-657 prit la mer pour la dernière fois le 4 mai 1943, au départ de Trondheim. Cette fois-ci il fut affecté dans l'Atlantique Nord.
Le 14 mai 1943, il fut attaqué par un Catalina américain du VP-84, à l'est du Cap Farvel. Le sous-marin ne fut pas endommagé.
Les 11 et 12 mai 1943, les Allemands avaient constitué au sud-est du Cap Farvel (Groenland) les meutes Isar, Lech et Inn. Le soir du 12, l'U-640, en route pour rejoindre ces meutes, repère le convoi ONS 7 et tient le contact pendant deux jours, jusqu'à ce que le groupe Iller puisse tenter une première attaque. C'est un échec : le contact se perd, ainsi que l'U-640. Le commandement allemand forme le 15 mai la meute Donau, englobant les trois meutes initiales en plus de Iller. À nouveau le succès n'est pas au rendez-vous : le convoi change de route et le seul succès allemand est l'U-657 qui a coulé navire marchand britannique le 17 mai.
L'ONS 7 avait appareillé de Liverpool le 7 mai et arriva à Halifax le 25. Il avait été renforcé par un groupe de navires venant d'Islande le 10 mai.
À la suite de l'attaque du ONS-7, l'U-657 fut repéré, attaqué et coulé le 17 mai 1943 dans l'Atlantique Nord à l'est du Cap Farvel, à la position 58° 54′ N, 42° 33′ O, par des charges de profondeur de frégate de la Royal Navy HMS Swale (K217) (en).
Les 47 membres d'équipage décédèrent dans cette attaque.

## Affectations
- 8. Unterseebootsflottille du 8 octobre 1941 au 28 février 1942 (Période de formation).
- 3. Unterseebootsflottille du 1er mars 1942 au 30 juin 1942 (Unité combattante).
- 11. Unterseebootsflottille du 1er juillet 1942 au 17 mai 1943 (Unité combattante).

## Commandement
- Oberleutnant zur See Hans-Jürgen Radke du 8 octobre 1941 au 14 décembre 1941.
- Korvettenkapitän Heinrich Göllnitz du 20 décembre 1941 au 17 mai 1943.

## Patrouilles
|       | Commandant                | Départ           | Départ       | Arrivée          | Arrivée      | Jours     | Succès  |
| ----- | ------------------------- | ---------------- | ------------ | ---------------- | ------------ | --------- | ------- |
|       | Kptlt. Heinrich Göllnitz  | 18 mars 1942     | Hambourg     | 19 mars 1942     | Hambourg     | 2 jours   |         |
|       | Kptlt. Heinrich Göllnitz  | 21 mars 1942     | Hambourg     | 22 mars 1942     | Heligoland   | 2 jours   |         |
| 1     | Kptlt. Heinrich Göllnitz  | 26 mars 1942     | Heligoland   | 11 avril 1942    | Trondheim    | 17 jours  |         |
| 2     | Kptlt. Heinrich Göllnitz  | 17 juin 1942     | Trondheim    | 9 juillet 1942   | Skjomenfjord | 23 jours  |         |
| 3     | Kptlt. Heinrich Göllnitz  | 23 juillet 1942  | Skjomenfjord | 16 août 1942     | Skjomenfjord | 25 jours  |         |
|       | Kptlt. Heinrich Göllnitz  | 17 août 1942     | Skjomenfjord | 20 août 1942     | Bergen       | 4 jours   |         |
|       | Kptlt. Heinrich Göllnitz  | 22 août 1942     | Bergen       | 27 août 1942     | Hambourg     | 6 jours   |         |
|       | Kptlt. Heinrich Göllnitz  | 4 novembre 1942  | Hambourg     | 4 novembre 1942  | Kiel         | 1 jours   |         |
|       | Kptlt. Heinrich Göllnitz  | 12 novembre 1942 | Kiel         | 13 novembre 1942 | Kristiansand | 2 jours   |         |
|       | Kptlt. Heinrich Göllnitz  | 14 novembre 1942 | Kristiansand | 15 novembre 1942 | Bergen       | 2 jours   |         |
|       | Kptlt. Heinrich Göllnitz  | 18 novembre 1942 | Bergen       | 21 novembre 1942 | Narvik       | 4 jours   |         |
| 4     | Kptlt. Heinrich Göllnitz  | 22 novembre 1942 | Narvik       | 25 décembre 1942 | Narvik       | 34 jours  |         |
|       | Kptlt. Heinrich Göllnitz  | 20 janvier 1943  | Narvik       | 21 janvier 1943  | Tromsö       | 2 jours   |         |
| 5     | Kptlt. Heinrich Göllnitz  | 23 janvier 1943  | Tromsö       | 14 février 1943  | Hammerfest   | 23 jours  |         |
| 6     | Kptlt. Heinrich Göllnitz  | 15 février 1943  | Hammerfest   | 15 mars 1943     | Narvik       | 29 jours  |         |
|       | Kptlt. Heinrich Göllnitz  | 16 mars 1943     | Narvik       | 19 mars 1943     | Bergen       | 4 jours   |         |
|       | Kptlt. Heinrich Göllnitz  | 24 avril 1943    | Bergen       | 28 avril 1943    | Trondheim    | 5 jours   |         |
| 7     | KrvKpt. Heinrich Göllnitz | 4 mai 1943       | Trondheim    | 17 mai 1943      | Coulé        | 14 jours  | 5 196   |
| Total | Total                     | Total            | Total        | Total            | Total        | 199 jours | 5 196 t |

Notes : Kptlt. = Kapitänleutnant - KrvKpt. = Korvettenkapitän

### Opérations Wolfpack
L'U-657 opéra avec les Wolfpacks (meute de loups) durant sa carrière opérationnelle.
- Naseweis (31 mars 1942 – 10 avril 1942)
- Eisteufel (21 juin 1942 – 8 juillet 1942)
- Nebelkönig (27 juillet 1942 – 14 août 1942)
- Nordwind (24 janvier 1943 – 4 février 1943)
- Iller (12 mai 1943 – 15 mai 1943)
- Donau 1 (15 mai 1943 – 17 mai 1943)

## Navires coulés
L'U-657 coula 1 navire marchand de 5 196 tonneaux au cours des 7 patrouilles (199 jours en mer) qu'il effectua.
| Date        | Nom     | Nationalité | Tonnage | Convoi | Fait  | Localisation         |
| ----------- | ------- | ----------- | ------- | ------ | ----- | -------------------- |
| 17 mai 1943 | Aymeric | Royaume-Uni | 5 196   | ONS-7  | Coulé | 59° 42′ N, 41° 39′ O |